# Kamikaze (1922)
El Kamikaze (神風 viento de los dioses?) fue el primer destructor de la clase Kamikaze, a la que dio nombre. Sirvió en la Armada Imperial Japonesa durante la segunda guerra sino-japonesa y la Segunda Guerra Mundial. 

## Historia
Debido a la veteranía u obsolescencia de su clase, las actividades del Kamikaze se centraron en misiones de escolta durante la mayor parte de la Segunda Guerra Mundial. Tan sólo en 1945, y debido a las cada vez mayores pérdidas de otros destructores más capaces, fue asignado a misiones más arriesgadas. 
El 11 de febrero de 1945 fue asignado para ampliar la escolta de los acorazados híbridos Ise y Hyūga, aunque se le retiró de esa misión al día siguiente. El 20 de febrero rescató a los 21 supervivientes del destructor Nokaze. Entre el 9 y el 11 de mayo acompañó al crucero pesado Haguro en una misión de transporte desde Singapur hasta las Islas Andamán, que se vio abortada debido a contactos enemigos. Reemprendida la misión tres días más tarde, el 15 de mayo resulta hundido el Haguro, y el Kamikaze escapa con ligeros daños de un enfrentamiento con un grupo de destructores británicos, que producen 27 muertos y 14 heridos. Al día siguiente rescata a 320 supervivientes del Haguro.
El 9 de junio, mientras escoltaba al crucero pesado Ashigara en otra misión de transporte desde Batavia a Singapur es también testigo de su hundimiento por el ataque combinado de tres submarinos estadounidenses, rescatando a 853 miembros de la tripulación del crucero y a 400 soldados. Apenas tres días más tarde, el 12 de junio, rescata a 200 supervivientes del petrolero Toho Maru. El final de la guerra le sorprende en Singapur, sin ningún daño relevante. Tras ser desarmado, es empleado como buque de repatriación entre Singapur, Bangkok, Saigón y Japón. Su final llega el 7 de junio de 1946, cuando encalla frente a las costas de Omaezaki, en la Prefectura de Shizuoka, mientras trataba de auxiliar al destructor de escolta Kunashiri.